# アイロン
アイロン（英語: clothes iron、pressing ironなど）とは、熱と自重により衣類のしわをのばす、こて状の道具をいう。古くは炭火を熱源としていたが、現代では電気によるものが一般的である。近代では衣類を高熱で殺菌する効果も認知されている。

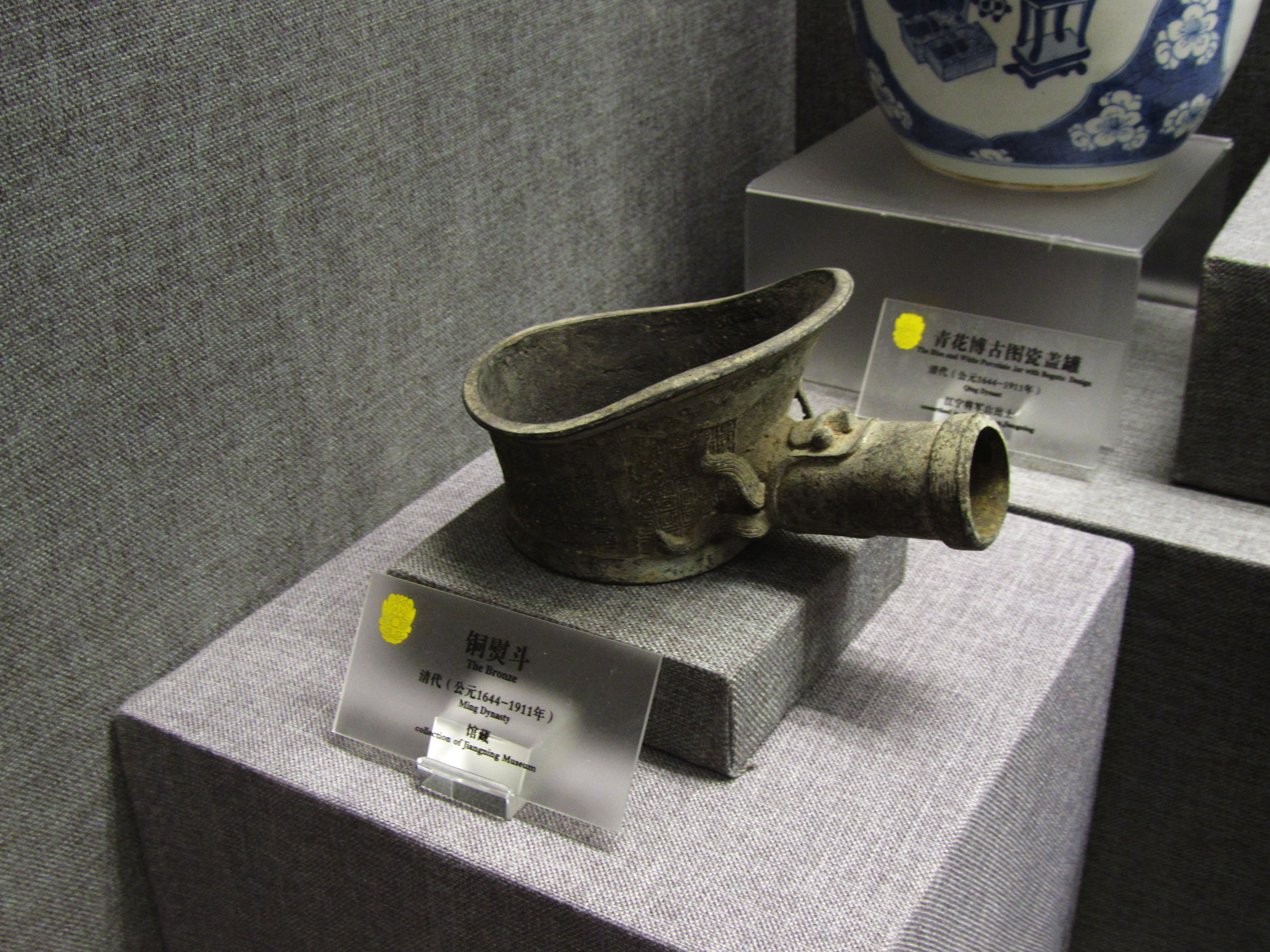
清代初期の銅熨斗

## 火熨斗（ひのし）

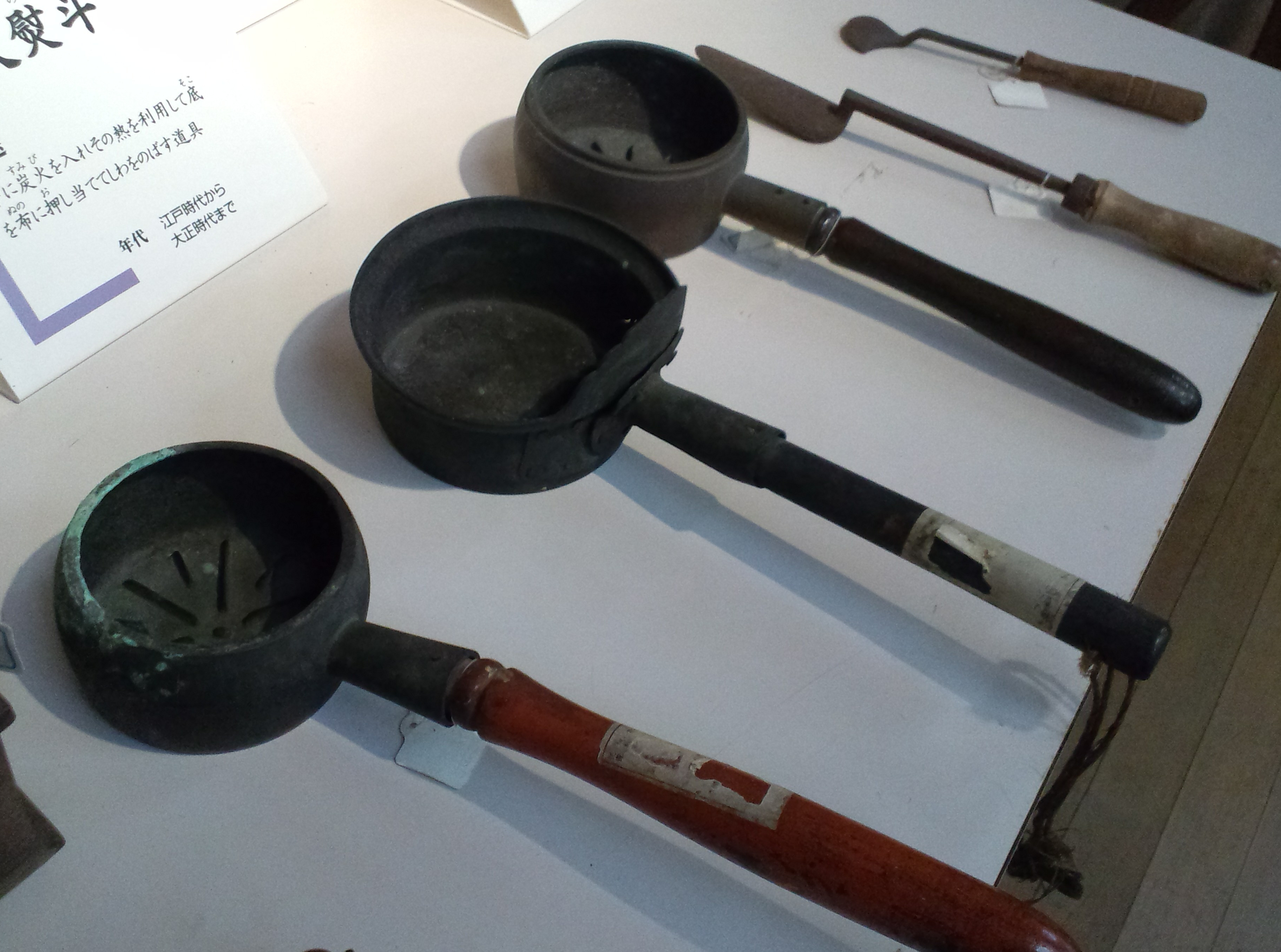
火熨斗

熱した金属の熱と重みにより、布を伸ばすという工夫は中国においても古くからあり、そのような行為を「熨」（「尉: 布をしりの下において熱を加え伸ばす」+「火: 後世、『尉』が主に敵を鎮圧する武官を指すようになったため、特に火を使うことを強調し別字とした」）と言い、それに用いる道具を「火熨」又は「熨斗（『斗』はひしゃくでその形状をあらわす）」と言った。
日本では、平安時代に編纂された辞書『倭名類聚抄』に火熨斗（ひのし）が記載され、貴族の邸宅などで使われていた。片手鍋のような銅製容器に熾き火にした木炭を入れ、熱と容器の重みで布のしわを伸ばしたほか、冬は寝具を温める用途もあった。庶民は、麻などで織った服を洗った後は、台に載せて砧で打ってしわを取っていた。後には、こてを炭火で加熱して火熨斗の代わりとされるようになった。後述する炭火アイロンが登場した後も、火熨斗は和服を伸ばす際には多く用いられ、電気式アイロンが普及する昭和30年頃まで使われていた。
「火熨斗」から、「伸ばす」ことを意味する「のし」に「熨斗」の字が当てられ、やがて、「熨斗鮑」（製造には火熨斗は用いられない）を経由し、慶事の贈答に用いる「熨斗（のし）」の用字となる。
なお、アイロンとしての「熨斗」は漢語では「うっと」と読み、現代中国語においても「熨斗（普通話: yùndǒu）」はアイロンを意味する。
また、トルコ語の「ütü」やロシア語の「утюг(utyug)」など、中央アジアや中東の一部、東ヨーロッパのスラヴ系の言語においては中国語の「熨斗」を語源とする語でアイロンを呼ぶ。

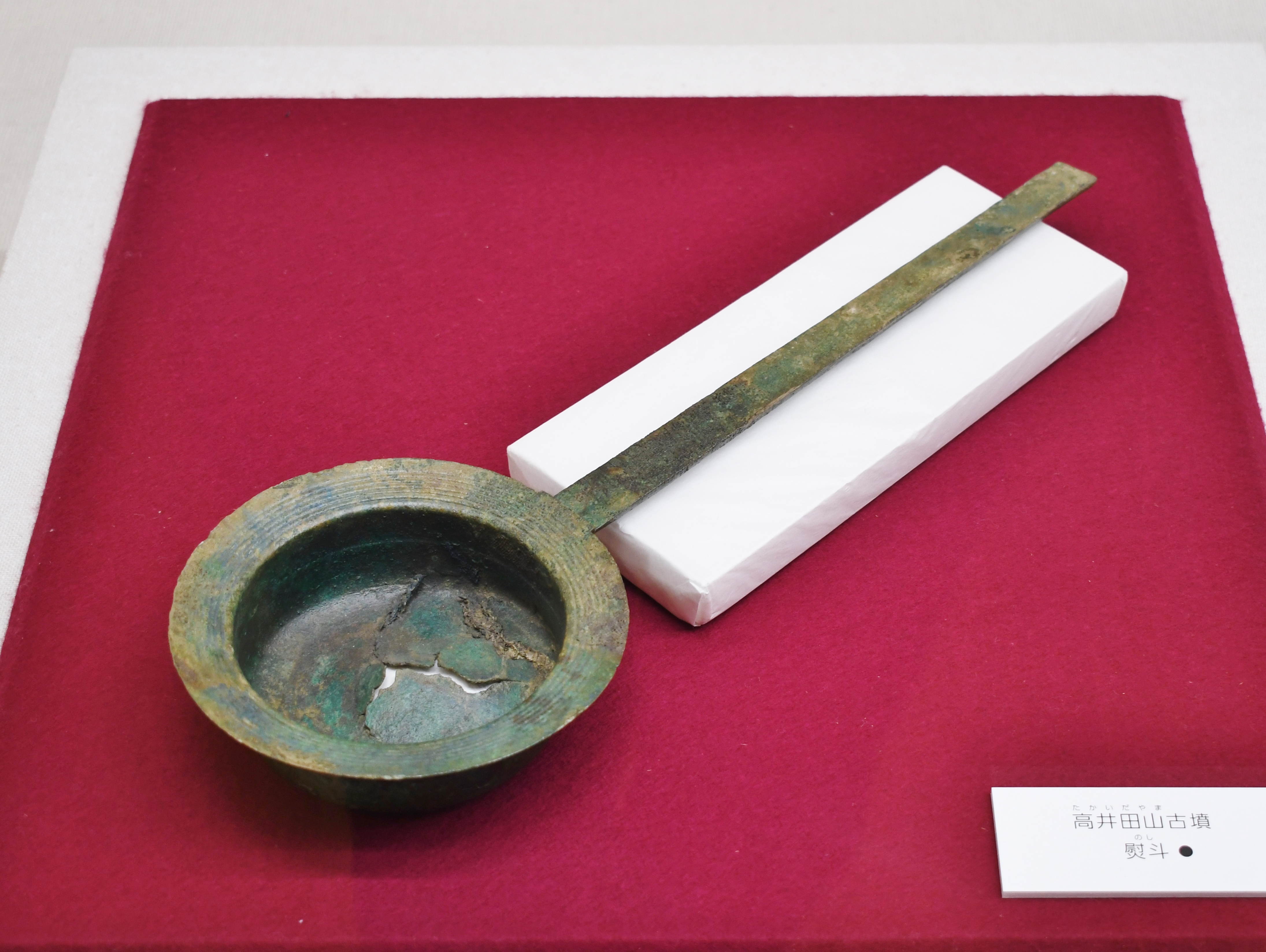
古墳時代の火熨斗 高井田山古墳（大阪府柏原市）。大阪府立近つ飛鳥博物館特別展示時に撮影。
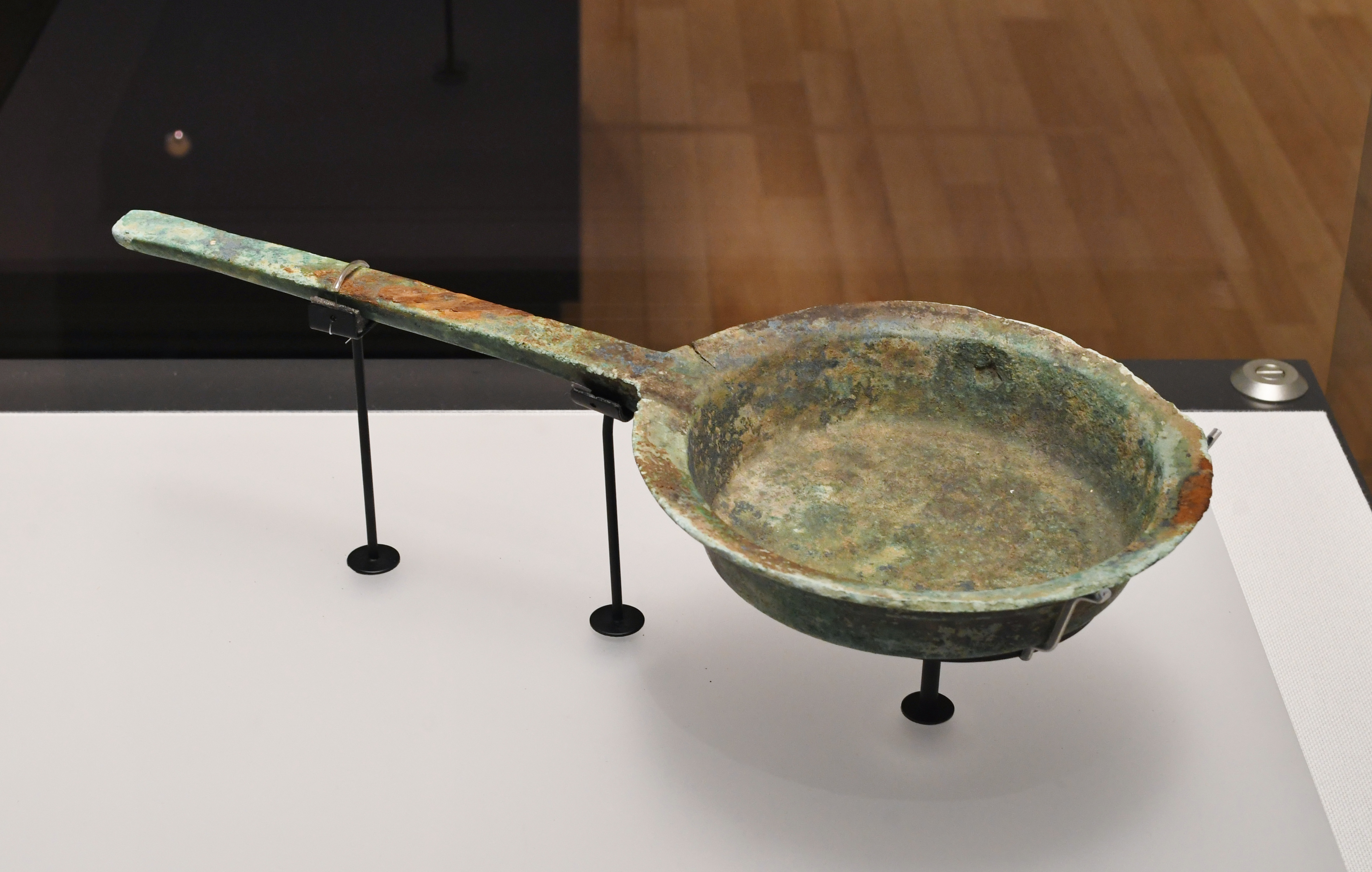
古墳時代の火熨斗 新沢千塚126号墳（奈良県橿原市）。東京国立博物館展示。

## 炭火アイロン

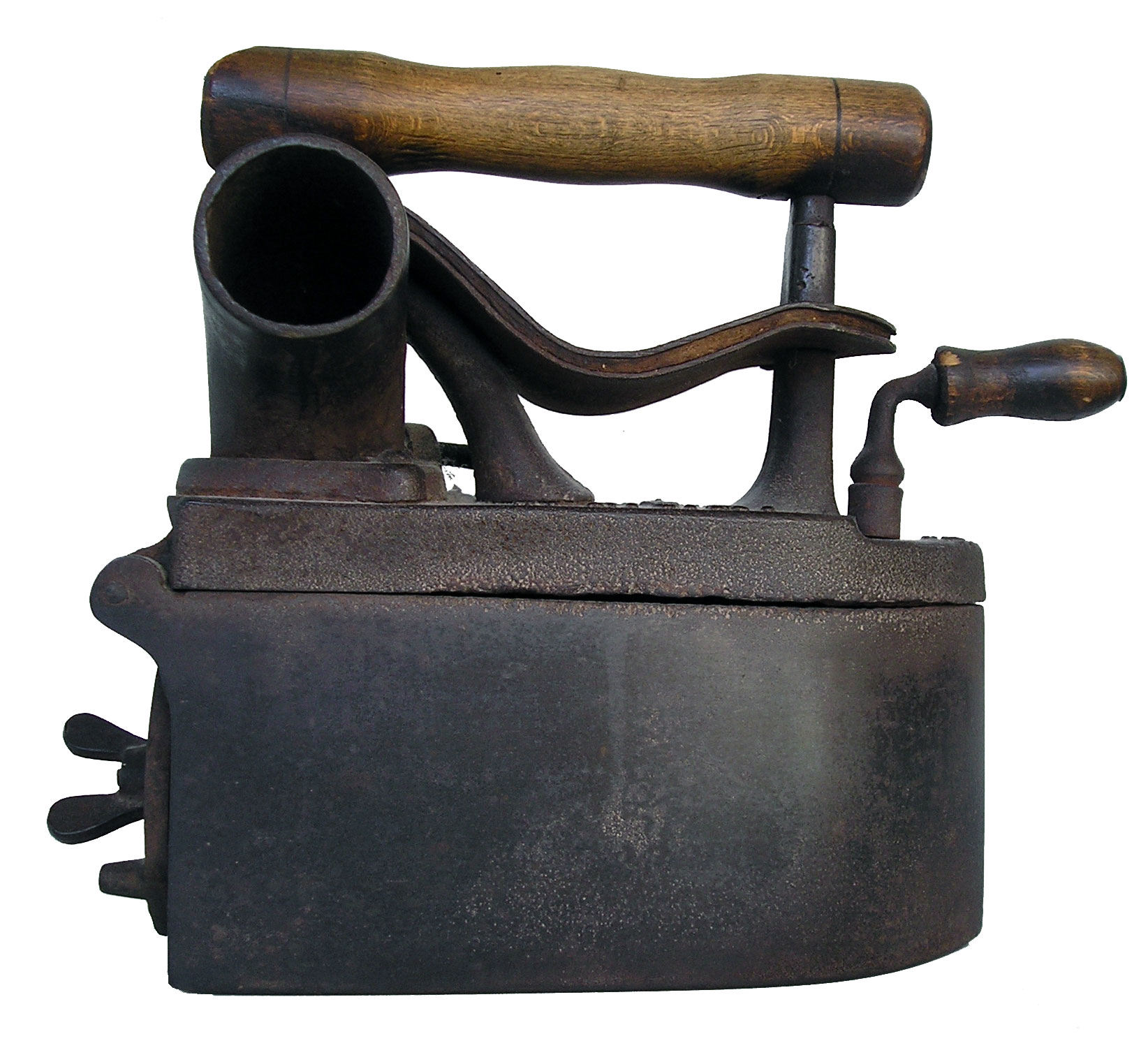
炭火アイロン

炭火アイロンは本体内部に着火した炭を入れ、その熱を利用して衣類のしわ伸ばしや形なおしを行う器具である。上面は開閉式の蓋になっており、ガス抜きの煙突と握り手がある。
炭火アイロンが日本に輸入されたのは幕末頃とされており、ペリー来航時の様子を著した松浦武四郎の『下田日記』にその絵が見られる。炭火アイロンは明治に入って広く普及した。日本では江戸期以前から炭火を使う暖房や調理が一般的であり、それをそのままアイロンに転用できたので都合が良かった。
特殊な例になるが、第二次世界大戦時の金属供出による代用陶器にアイロンも含まれており、陶製の炭火アイロンが開発され流通した。炭火以外にも熱湯を入れ利用する陶製のアイロンも、この時期には流通した。

## こて形アイロン

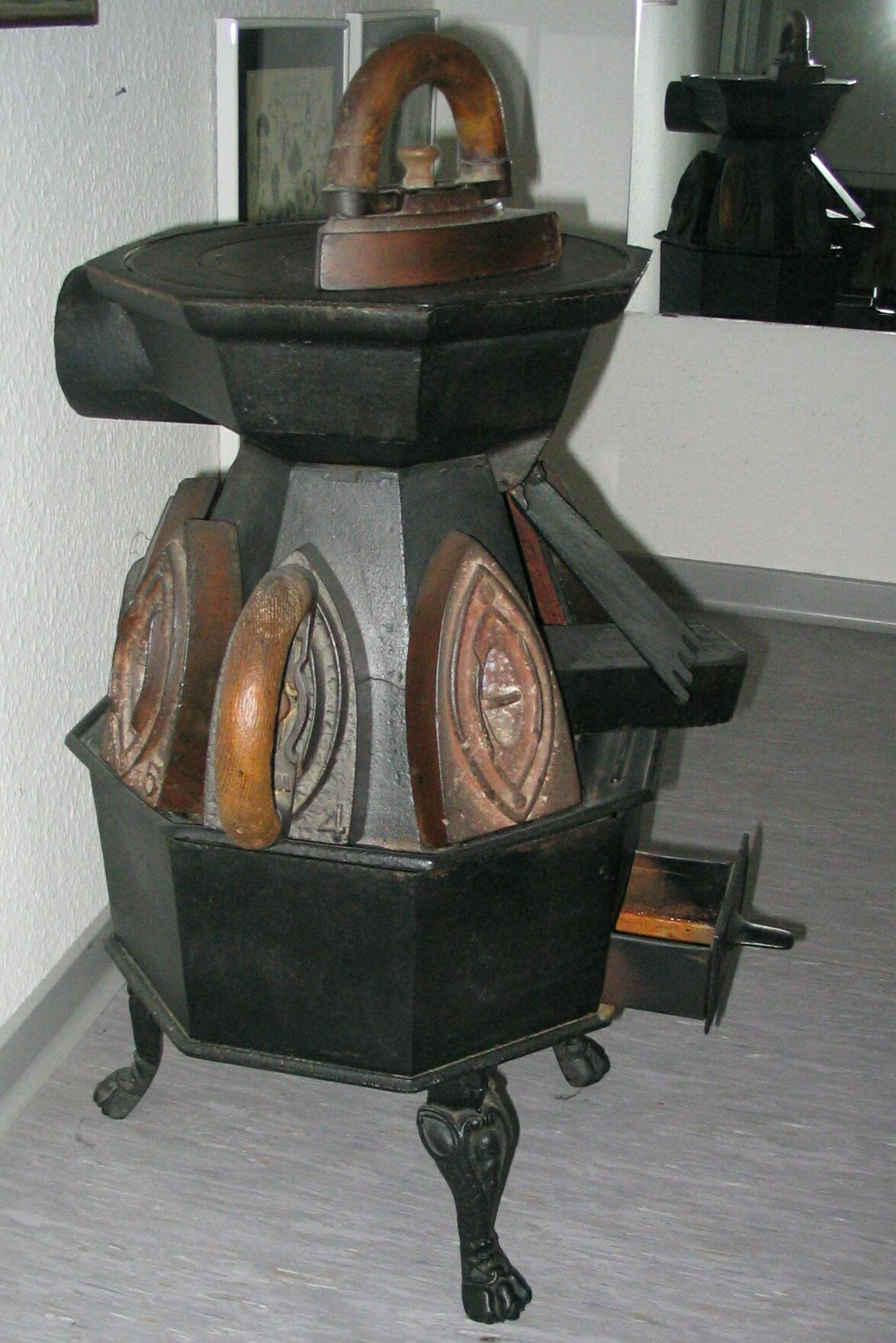
アイロンストーブ

西洋では、アイロンは火力調整が難しく布を焦がす問題や、中の炭がはじけて火の粉が飛び散る事が問題となり、中に炭を入れないこて形のアイロンも広く使われた。これは石、鉄、銅等で制作され、使用する時はアイロンストーブと言われる専用のストーブの上及び周囲に乗せて加熱するもので、火の粉が飛び散る心配はない。

現在でも、和裁やパッチワークなど、通常の大きなアイロンでは難しい細かい部分の処理に、こて型アイロンが使われている。ただし熱源は電気に置き換わっていて、多くは持ち手に内蔵された電熱器でこて先を温める仕組みとなっている。

### 現在使われているこて型アイロン
和裁用こて
ツボ型の電熱器にこての先を挿し込んで温めて使うタイプと、持ち手に電熱器が内蔵されているタイプがある。
パッチワーク用こて
持ち手に電熱器が内蔵。和裁用よりもさらにこて先が小さく、縫い代を倒す、細い小さい面にアイロンをかける、などの使い方をする。また、洋服のフリルや飾りが沢山ついた部分や人形の服作りなど、パッチワーク作り以外の場面でも活用されている。
布花(アートフラワー)用こて
持ち手に電熱器が内蔵。アタッチメントとしてボール型やへら型など多種多様なこて先をはめ込んで使う。花弁や葉の形に切り抜いた平面の布に丸みや反り返りをつけたり線やひだを入れたりして、より現実の花弁や葉に近い形状にする。

## 電気式アイロン

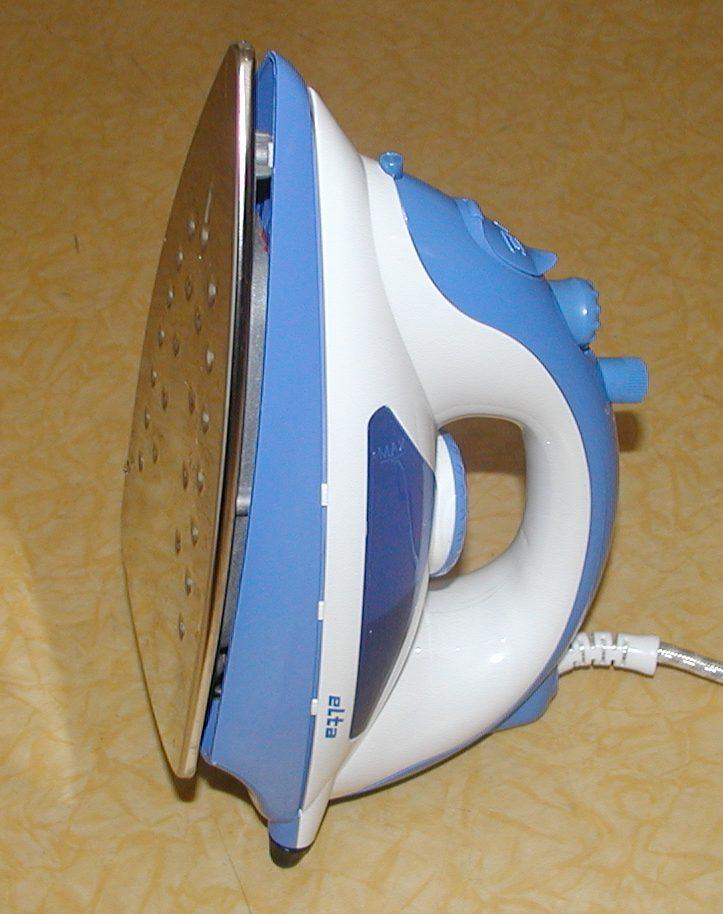
電気式アイロン

電気式アイロンは、20世紀初頭から普及した、電気によって熱を発生させるアイロンをいう。これを発明したのはトーマス・エジソンである。エジソンは電球の発明者と広く認識されているが、実際には発電から家庭への送電までの電気の事業化に成功したことが、最も大きな功績である。電球の普及が最大の目的であるが、それだけでは電気事業の立ち上げには不十分であり、それ以外にも電気の使い道が必要であり、電気アイロンはその一つであったとされる。
現代においては電熱線に電流を流すことによって発生するジュール熱を熱源とするものが一般的となり、単にアイロンと言った場合はこれを指す。電気式アイロンという呼称は、単にアイロンと言った場合に炭火アイロンとの混同を避けるため、便宜的に用いている。
2015年、消費者物価指数の対象品目から除外された。

### 電気式アイロンの機能
温度調節
アイロンには、掛け面の温度を調節するスイッチが装備されている。衣類の素材に合った温度を選択することが肝要である。衣類製品にはアイロン掛けの温度が表示されていることがあるので、それに従うのが望ましい。あて布を必要とするものや、まったくアイロン掛けができないものもある。
- 高温: 綿・麻製品に適した掛け面の温度。摂氏180度から210度までをいう。
- 中温: 毛・絹・化学繊維（ナイロンやポリエステル、レーヨン）製品に適した掛け面の温度。摂氏140度から160度までをいう。
- 低温: 化学繊維（アクリルやポリウレタン）製品に適した掛け面の温度。摂氏80度から120度までをいう。

アイロンは掛け面の温度を検出する部品が内蔵されている。掛け面の温度が設定された温度を下回ると電源がオン状態になり、設定された温度に達すると自動的に電源が切れる。
スチーム
アイロン本体の掛け面より高温のスチーム（水蒸気）を噴出する機能で、衣類のしわを取るために有効。スチーム機能を利用するためには、あらかじめアイロン本体に水を注入させておくことが必要である。
スチームの噴出は掛け面を下に向けることで自動的に行われるが、製品によっては噴出が任意で行えるよう専用のスイッチが装備されている。
なお、スチーム機能がなく霧吹きを別に併用するタイプのアイロンはドライアイロンと呼ばれることがある。

### 電気式アイロンの形態と種類
コードレスアイロン
家庭で用いられる多くのアイロンは、商用電源を電源とする。アイロン本体より電源コードがコンセントまで延びているのが通常であるが、アイロン掛けを行う際はこの電源コードがわずらわしく感じることがある。そこで登場したのがコードレス式である。電源はそのスタンドより延びており、アイロン本体の加熱はスタンドに乗せている間のみ行われる。掛け終えたらスタンドに戻し、再度加熱する。
折りたたみ式アイロン
取っ手部分を折りたたむことで、コンパクトに収納できるアイロンが開発されている。

## アイロン掛け

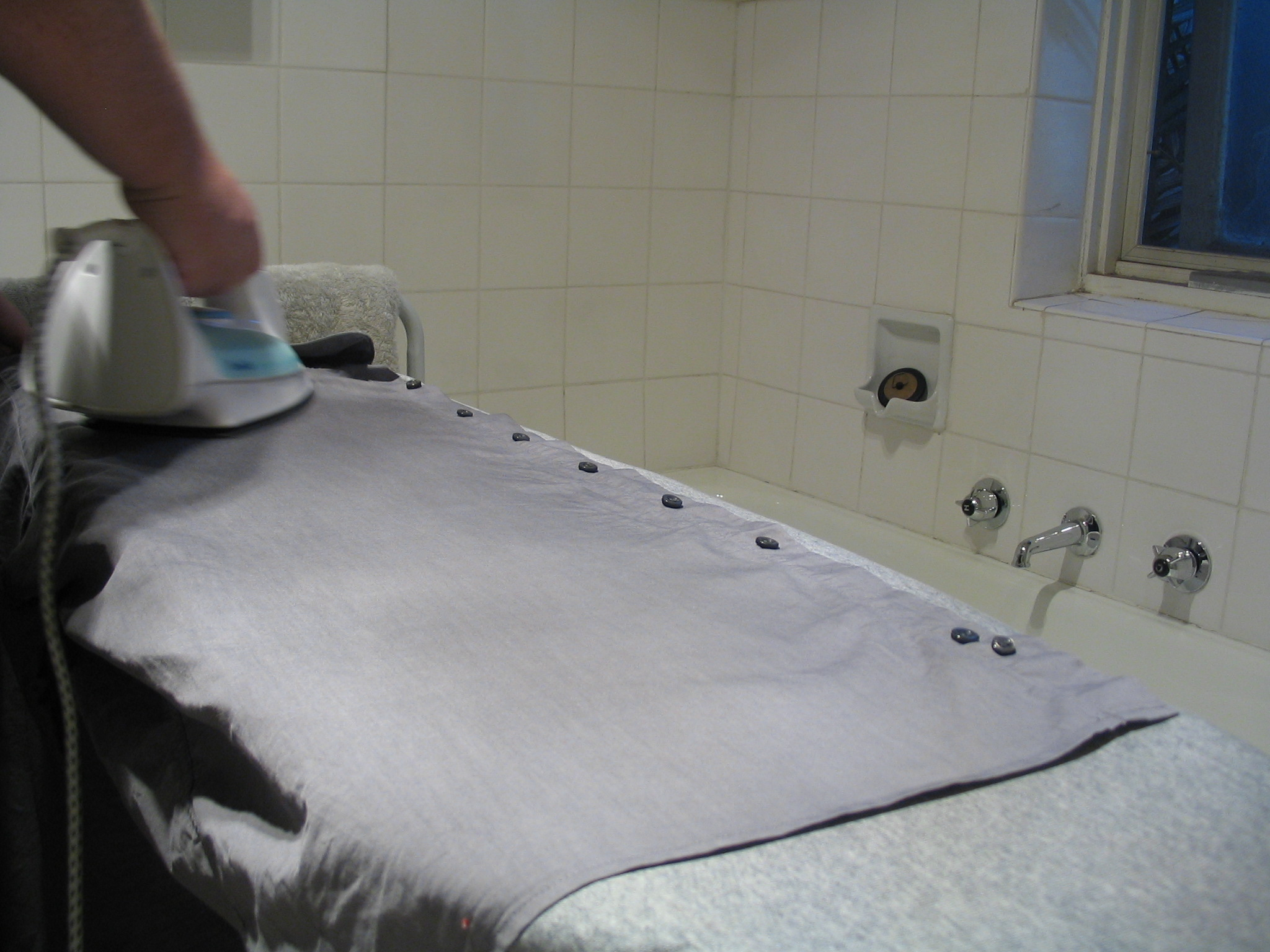
アイロン掛け作業

繊維は、水分と圧力と温度を加えることによって、ある程度変形させることができる。そこで、人体の丸みに合わせて生地に丸みを持たせたり、しわを伸ばしたり、折り目をつける目的等でアイロン掛けがなされる。また、あて布をすることによって、温度と圧力の調整が可能となる。
木綿や麻のワイシャツは洗濯するとしわが多くつき、アイロン掛けが必須のものが多かった。そこで、アイロン掛けの負担を軽減するために生地に化学繊維等を混紡したり特殊加工をしたりすることで、形態安定（形状記憶）機能を持たせた、アイロン掛けが不要と称するものが多く出回るようになった。
アイロン掛けは生地の変形だけでなく、ワッペンを生地に接着する時にも活用される。裏にアイロン接着用の糊をつけたワッペンを生地に乗せてアイロン掛けすると、高熱によって糊が溶けて生地に接着する仕組みになっている。
エクストリームスポーツの1種目として、「エクストリーム・アイロン掛け」なるものがイギリスで誕生し、2000年以降、世界的な広がりを見せている。このスポーツのプレイヤーは“アイロニスト（ironist）”と呼ばれている。

### 絵表示
- 国際的な「ケアラベル・取扱い絵表示」（ISO 3758）では、アイロンの記号が用いられ、温度については200℃まで可能な場合は三つの点、150℃まで可能な場合は二つの点、110℃まで可能な場合（スチームアイロン不可）は一つの点をマークに併記する[6]。そして、アイロンがけ、スチームがけ（スチーム処理）ができないものについてはアイロンに×印を重ねた表示が用いられる[6]。
- 従来の日本の「家庭用品洗濯等取扱い絵表示」（JIS L 0217[7]）では、アイロンの記号を用い、それぞれ高温（180℃～210℃）の場合は「高」、中温（140℃～160℃）の場合は「中」、低温（80℃～120℃）の場合は「低」の文字を中に併記し、当て布が必要な場合にはアイロンの下に波線を付記した記号で表示した[6]。また、アイロンがけはできない製品にはアイロンに×印を重ねた表示が用いられた[6]。日本でも2017年春夏向け商品からISO（国際標準化機構）に対応した絵表示（JIS L0001:2014[8]）に変更される[9][10]。詳細は洗濯表示を参照。

### 関連用品

まんじゅう（プレスボール）

アイロン台
アイロン掛け専用の台。四角形のものや舟形のものなど、種類がある。脚付きのものもある。また、アイロンがけ用のバキューム機能付（吸引式）のものもある。プレス時に発生する熱い水蒸気を台の下から吸引することによって布の冷却と乾燥を早め、アイロンで成型した状態をキープさせる。
アイロンマット、プレスマット
アイロンをかける衣類をのせるためのマット。ニットのアイロンがけには編み目がつぶれないようバスタオルが用いられる事が多い。
仕上げ馬、袖馬、鉄万(てつまん)
袖口や裾にアイロンがけするための台。足があるもの。
衿まんじゅう（饅頭、万十）、袖まんじゅう、プレスボール
衿ぐりや袖の肩山など、平面でアイロンをかけるとシワになりやすい面をアイロンがけするのに用いる道具。足がないもの。チーズボート等もほぼ同じ用途。
霧吹き
アイロンのシワ伸ばしの際に用いる。
あて布
特に化学繊維や毛織物はアイロンを直接当てるとテカリが生じるため、上にあて布を置いてかける。日本手ぬぐいなど平織りの薄い綿布が多く使われるが、あて布専用の製品も市販されている。
ピンボード、ナイロン針布
金属やナイロン製のピンが剣山のように植えられた板や布。ベルベットやコーデュロイなど毛足のある布をそのままアイロン台においてかけると起毛が潰れたり毛足の流れが乱れたりテカリが生じるので、下と上で生地を挟んでからアイロンをかける。